# Nu (Interjektion)
Die Interjektion Nu [nʊʔ] ist ein regional verbreiteter Ausdruck für „ja“ in Sachsen (Meißnische, Lausitzische Dialekte) und Niederschlesien. „Nu!“ wird mit kurzem „u“ und anschließendem glottalen Stopp ausgesprochen. In Teilen Sachsens ebenso wie in Thüringen lautet die Aussprache No und die Verwendung kann leicht abweichen.
„Nu“ drückt in aller Regel Zustimmung oder Bestätigung aus. Auch zum Erfragen von Zustimmung wird es verwendet, z. B. „Du kommst doch heute abend, nor?“ Hier steht es allerdings für "nicht wahr". In anderem Zusammenhang kann es Erstaunen oder Ärger ausdrücken, z. B. „Nu was ist denn das jetzt wieder?“
Es wird auch zu „nu nu“ redupliziert, was eine Aussage a.) verstärken z.B: „Nu nu, machen wir so.“ oder b.) eine Aussage anzweifeln soll z. B.: „Nu nu, du spinnst ja!“
Gelegentlich wird eine Abstammung aus dem Tschechischen (Böhmischen, ano = ja) vermutet, oder auch aus „nu wor?“ Wiktionary, einer dem „gell?“ und dem „ne?“ vergleichbaren Abwandlung von „nicht wahr?“. Was allerdings eher unwahrscheinlich ist, da der Ausdruck ebenfalls in den ehemaligen böhmischen, schlesischen Teilen Polens regional verwendet wird. Nu’ wird auch im Jiddischen als häufige Interjektion verwendet. Siehe dazu: Jüdischer Witz, viertes angegebenes Beispiel
Nicht zu verwechseln ist die Interjektion mit dem Adverb „nu“ mit längerem „u“, abgeleitet von „nun“.
Die Internetseiten des Dresdner Kulturmagazins verwenden in Anspielung auf die im lokalen Regiolekt typische Interjektion die Top-Level-Domain der Pazifikinsel Niue namens .nu.